# 张晓军 (1974年)
张晓军（1974年4月—），汉族，山西原平人。中国共产党党员。中华人民共和国政治人物。现任青海省果洛州党委书记。